# ایویکا تودوریچ
ایویکا تودوریچ (به کرواتی: Ivica Todorić) (زاده ۱۹۵۱) کارآفرین، اقتصاددان و مدیر ارشد اجرایی کرووات است، که در حال حاضر به‌عنوان مالک و رییس هیئت مدیره شرکت‌های لیدو و آگروکور فعالیت می‌نماید. آگریکور هم‌اکنون بزرگترین شرکت خصوصی جنوب شرقی اروپا بشمار می‌آید.